# Iglesia de San Juan (Maastricht)
La iglesia de San Juan (en neerlandés: Sint-Janskerk) es una iglesia neerlandesa gótica de fundación medieval erigida en el centro de la ciudad de Maastricht. La iglesia protestante de San Juan se encuentra junto a la católica basílica de San Servacio en la plaza de Vrijthof y junto con esta iglesia forma unas «iglesias gemelas» únicas en los Países Bajos.
La iglesia está protegida desde el 30 de junio de 1966 como Rijksmonument (n.º 27.704).

## Historia
En la Edad Media, la iglesia de San Juan era una de las cuatro iglesias parroquiales de Maastricht. La iglesia toma su nombre de Juan Bautista y fue fundada alrededor de 1200 por el capítulo de San Servacio para funcionar como iglesia bautismal y parroquial de la parroquia de San Servacio. Esto alivió la carga de la iglesia de San Servacio y le permitió funcionar exclusivamente como colegiata y iglesia de peregrinación. Los sábados anteriores a Pascua y Pentecostés, los canónigos de San Servacio iban en procesión a San Juan para consagrar el agua bautismal. En esas ocasiones, el coro de la iglesia cantaba a los cánones desde la primera torre de San Juan. La iglesia de San Juan fue mencionada por primera vez en 1218. La iglesia actual data del siglo XIV y principios del XV. En 1414 se añadió el baptisterio gótico. La torre original se derrumbó el 8 de junio de 1366 tras una violenta tormenta. Tras una larga recuperación, la torre actual se completó en la segunda mitad del siglo XV con la construcción de la linterna alta. 
Después de la captura de Maastricht por Federico Enrique en 1632, la iglesia finalmente pasó a manos protestantes, después de haber sido reclamada por los protestantes durante un corto tiempo. Desde finales de 1633 fue la iglesia principal de los reformados holandeses en Maastricht. La antigua sacristía sirvió como sala del consistorio. Las pinturas murales con escenas católicas desaparecieron bajo una capa de yeso blanco y sólo aparecieron durante una restauración a principios del siglo XX. La Iglesia de San Servacio siguió siendo católica después de 1632. La relación entre los vecinos protestantes y católicos no siempre fue armoniosa. En el siglo XVII, el consejo de la iglesia de San Juan se quejó de la «danza del lobo» (wolvendansen), el repique salvaje de las campanas de la iglesia de San Servacio para interrumpir el sermón en San Juan. En 1659 surgió una disputa entre el consejo de la iglesia y el escultor y tallista de marfil Johannes Boissier sobre la tumba de mármol que había hecho para Margarita Elisabet Cabeliaeu-de Gryse, esposa de Jacob Cabeliaeu. El consejo de la iglesia consideró que el monumento en el que debían representarse ambas parejas como figuras también era católico.
La torre no siempre ha tenido el llamativo color rojo. Los escritos mencionan los colores amarillo (principios del siglo XVIII) y blanco (principios del siglo XIX). La iglesia ha sido restaurada varias veces: en 1713 (por el arquitecto municipal Gilles Doyen), luego en 1774 (torre restaurada y pintada de rojo), ca. 1800 (interior encalado), en 1822 (torre restaurada y pintada de rojo) y en 1843-1844 (nave interior). En 1877-1885 se llevó a cabo una restauración importante bajo la dirección de Pierre Cuypers (incluido el techo de la torre restaurado), seguida en 1909-1912 por la restauración bajo la dirección de Willem Sprenger (la entrada al Vrijthof fue tapiada, el baptisterio restaurado). Finalmente, en 1967 y en el período 1981-1985, la iglesia fue restaurada nuevamente bajo la dirección de Waalko Dingemans (en 1967 el interior; más tarde la torre, costó 4,3 millones de florines). Durante esta última restauración, la torre fue repintada de rojo en 1983.

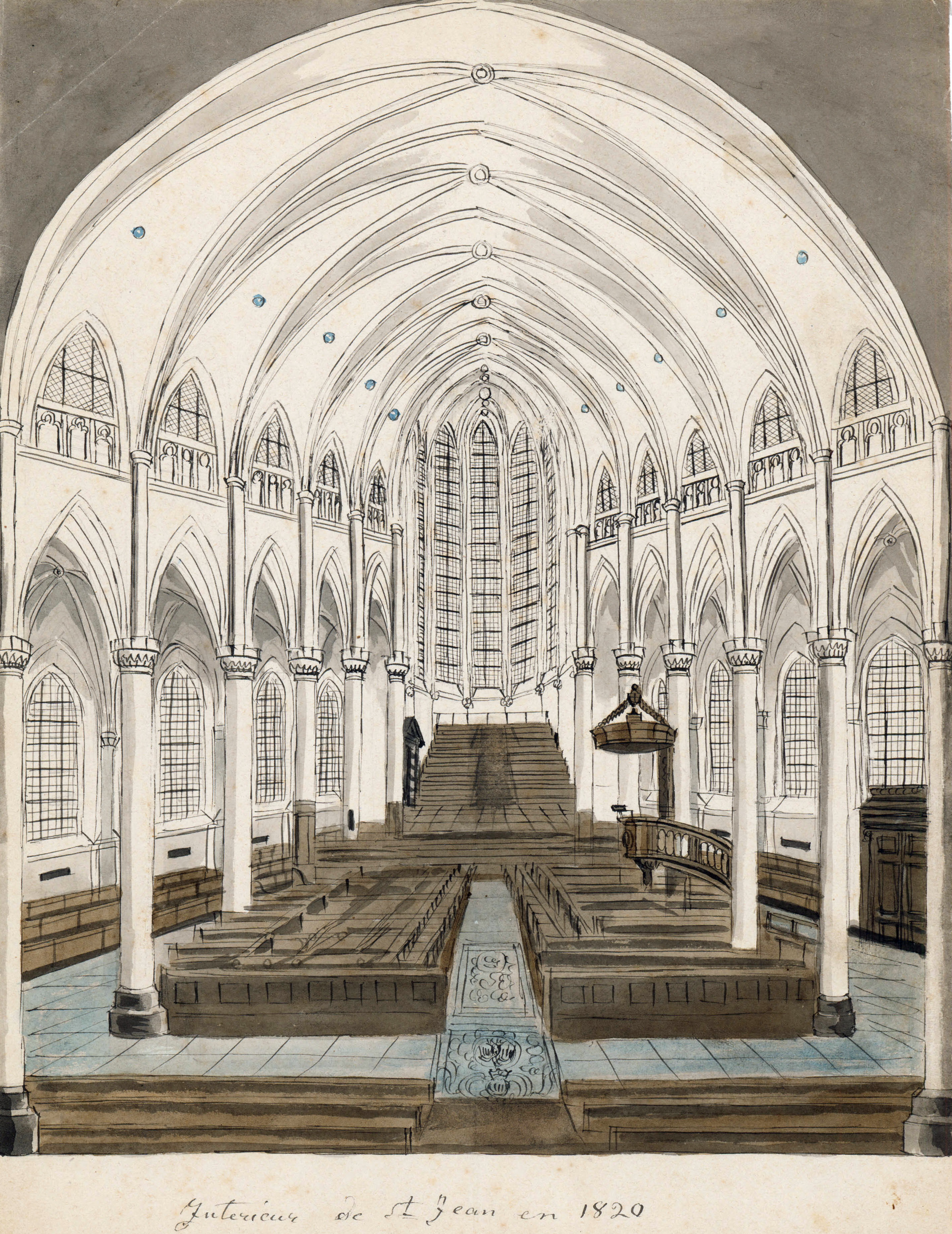
Interior en 1820 (Philippe van Gulpen)
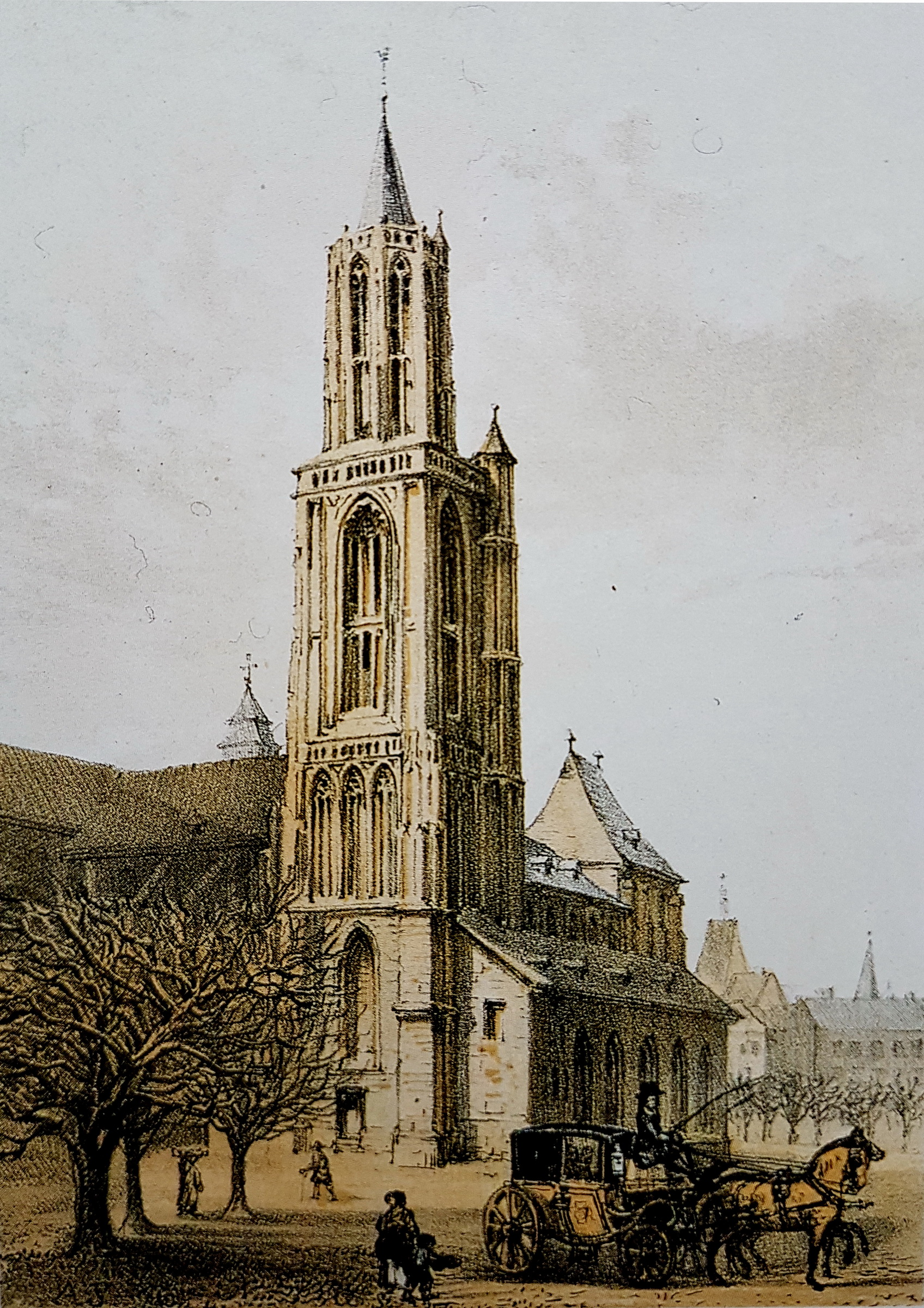
Torre de la iglesia de mediados del siglo XIX (Alexander Schaepkens)
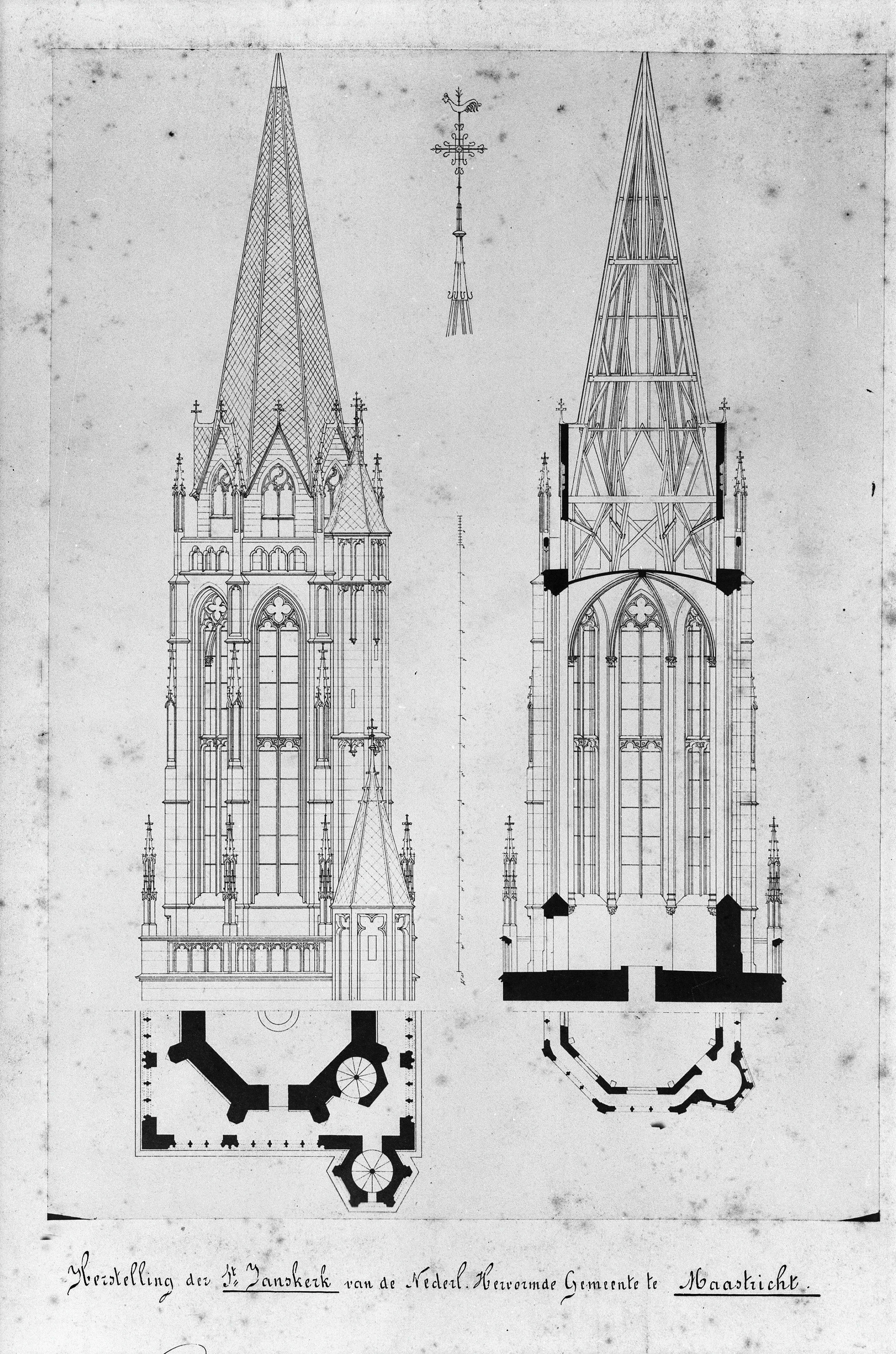
Dibujo de restauración de la torre, ca. 1870 (Pierre Cuypers)
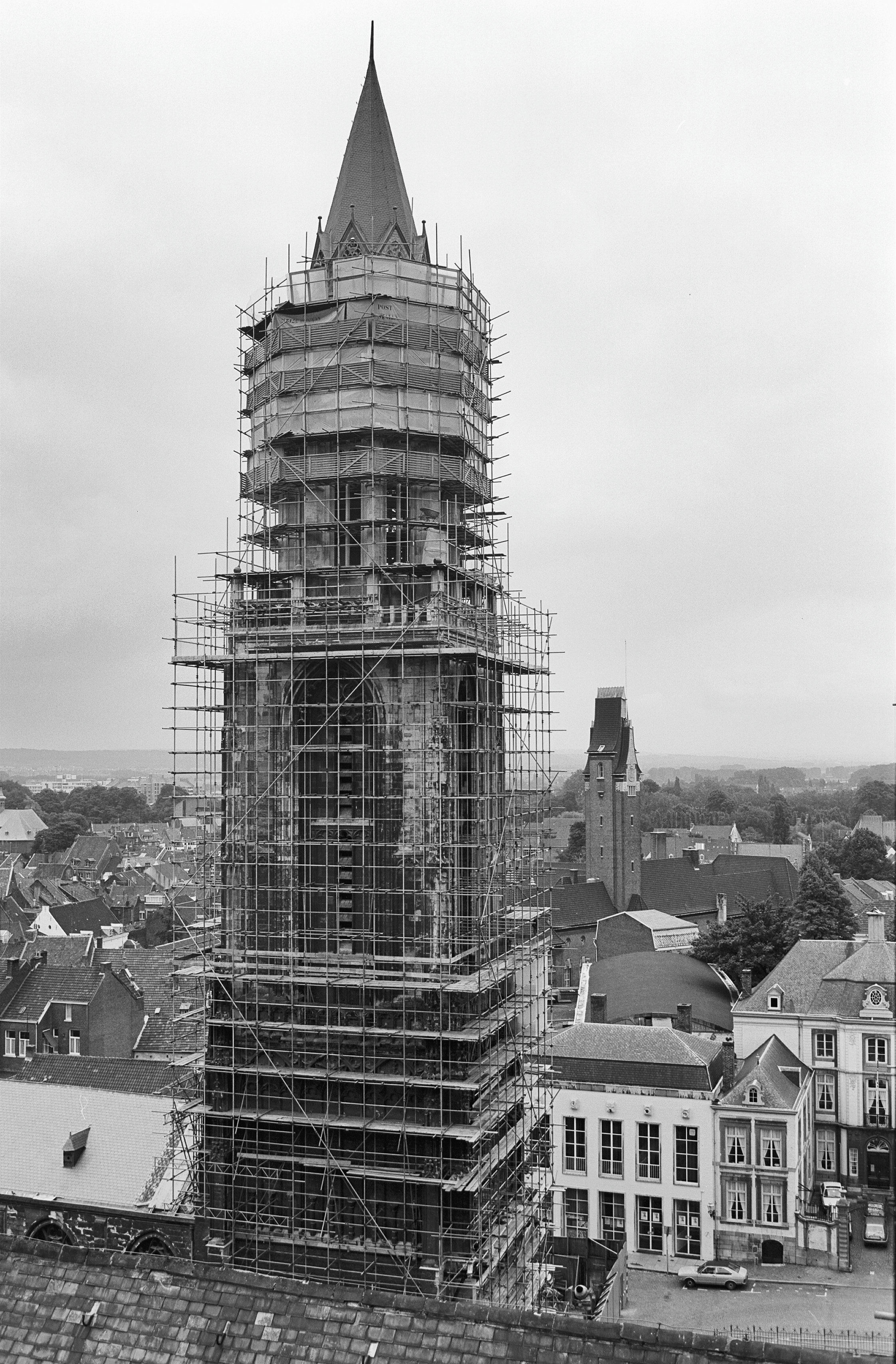
Restauración de la torre en 1982
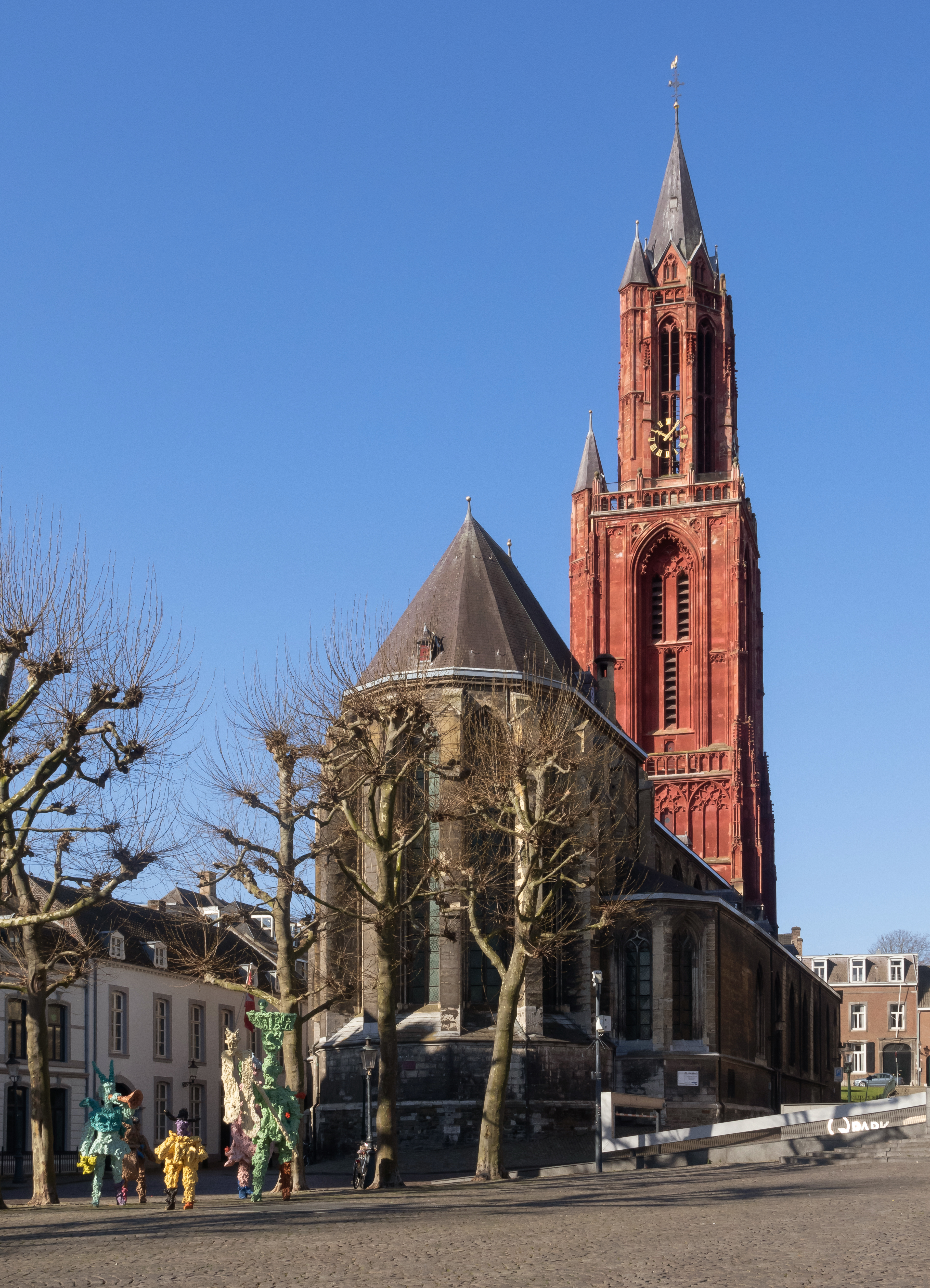
Iglesia de San Juan en 2022

## Descripción

### Exterior

#### Edificio de la iglesia

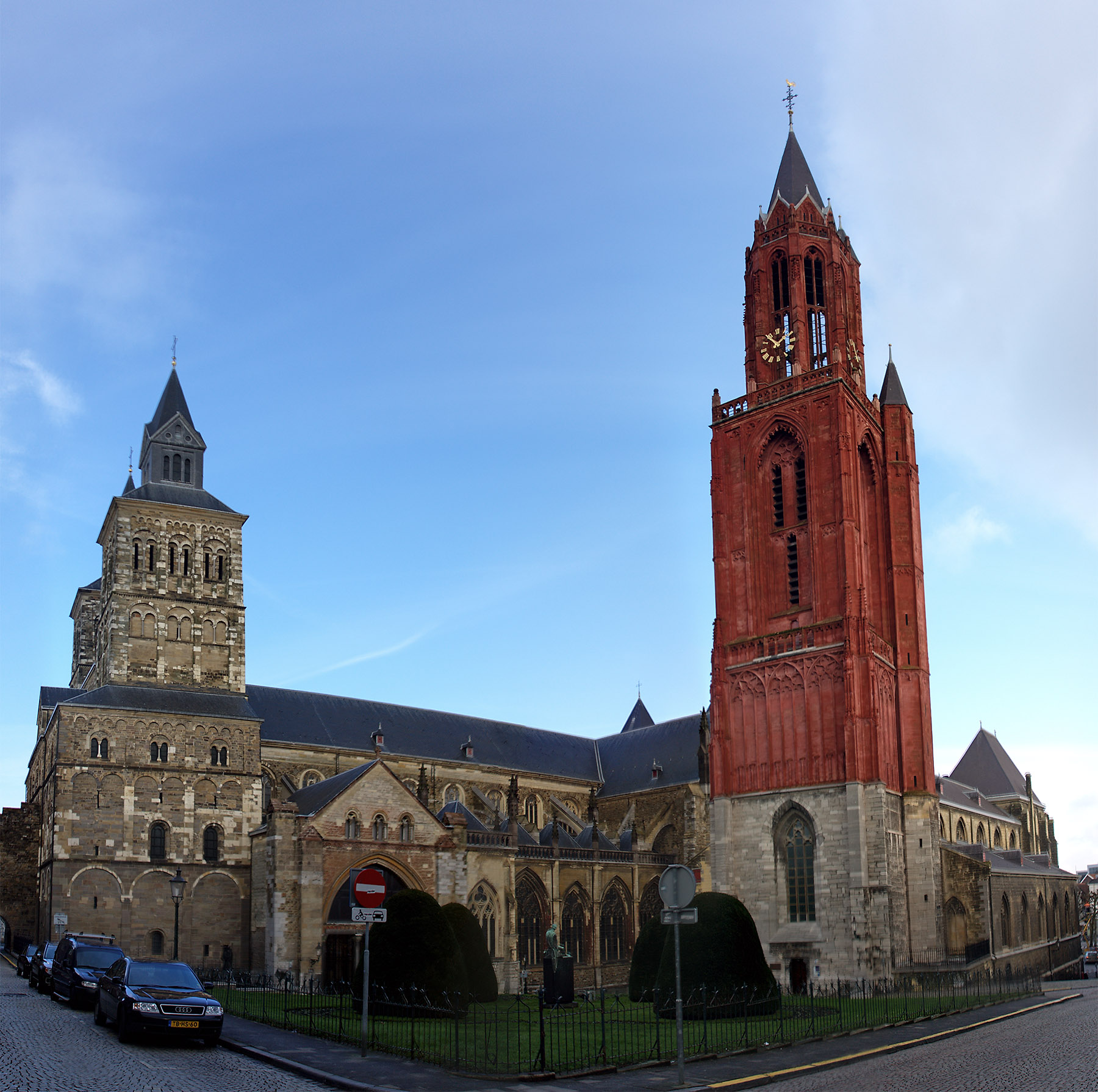
las iglesias gemelas de San Servacio (izqda.) y San Juan (dcha.)

La iglesia de San Juan es una de las siete iglesias y capillas del gótico mosano en el centro de Maastricht. La iglesia está construida en marga de Limburgo sobre una estructura de arenisca de carbón y piedra azul. La iglesia tiene planta  basilical de tres naves de principios del siglo XIV y un coro de finales del siglo XIV. El baptisterio y la sacristía son del siglo XV.

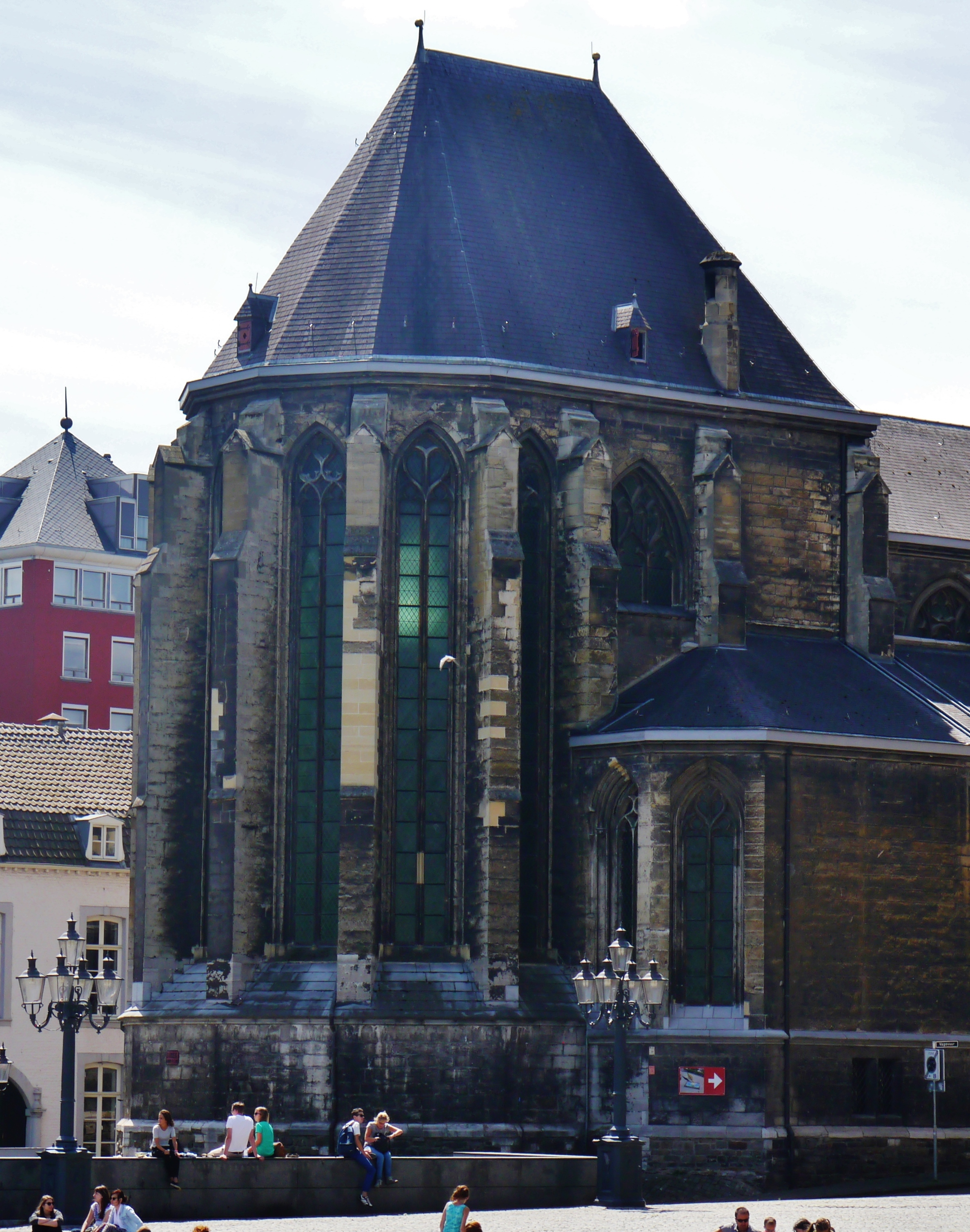
Coro visto desde el norte
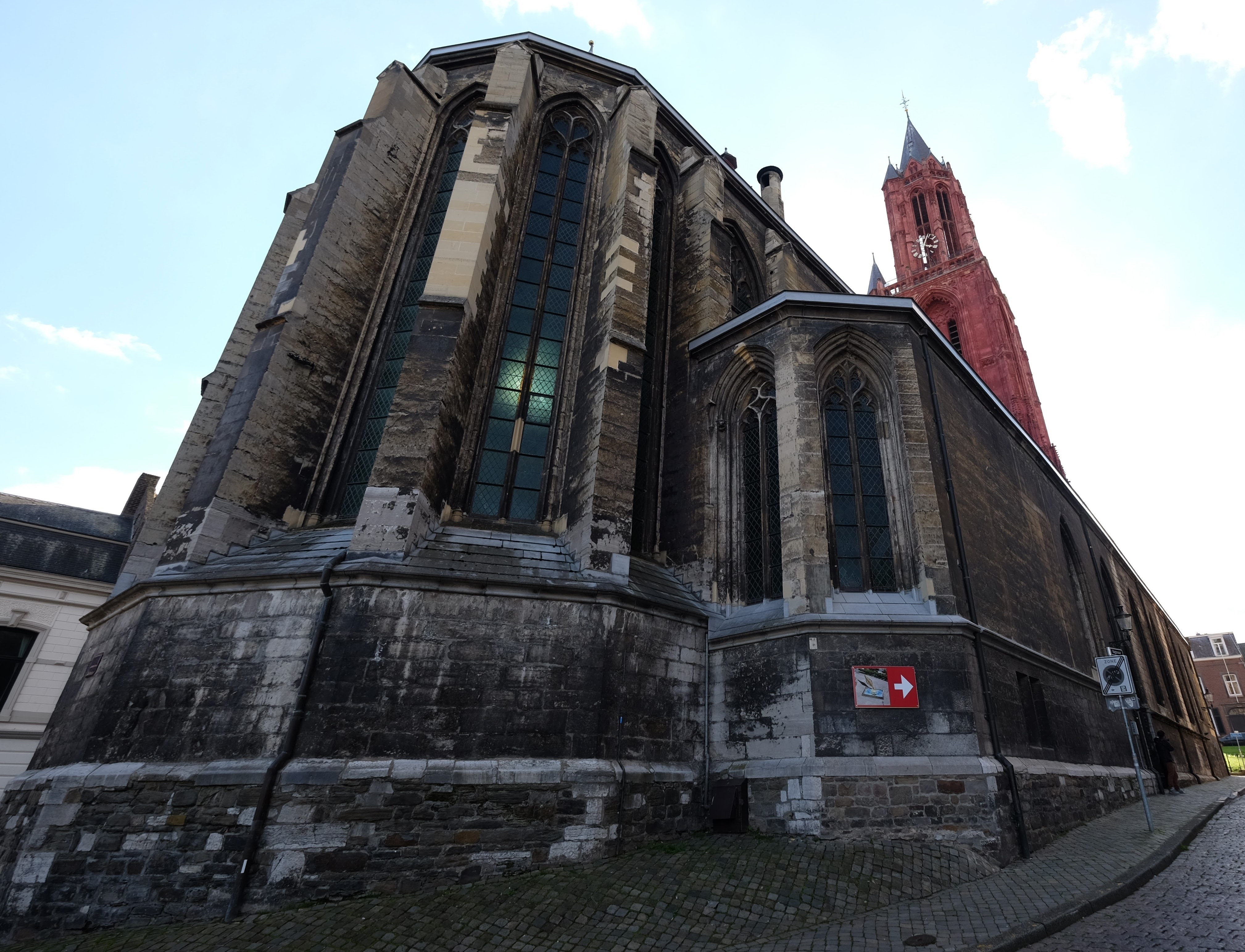
Coro y nave septentrional
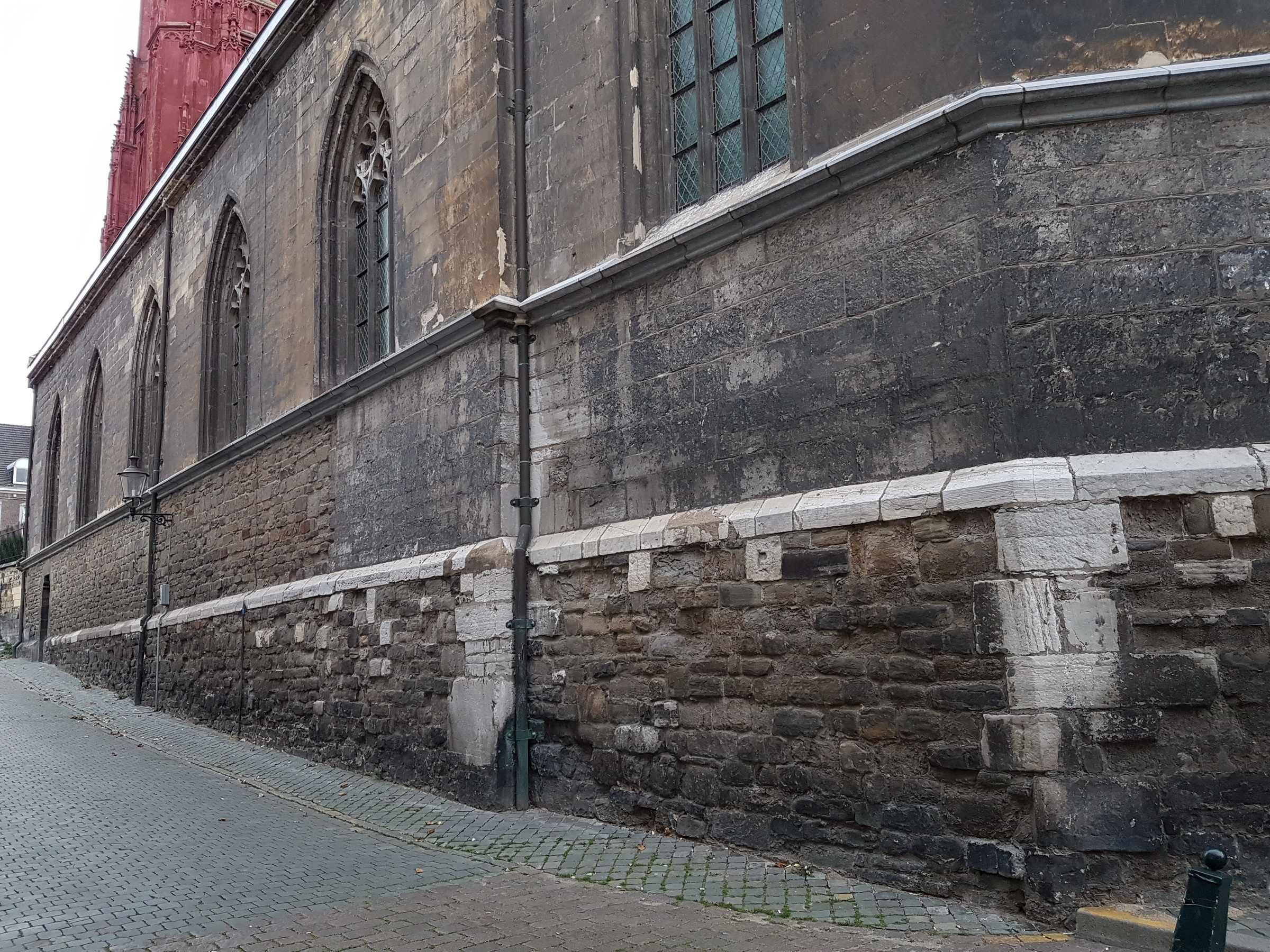
Nave lateral meridional
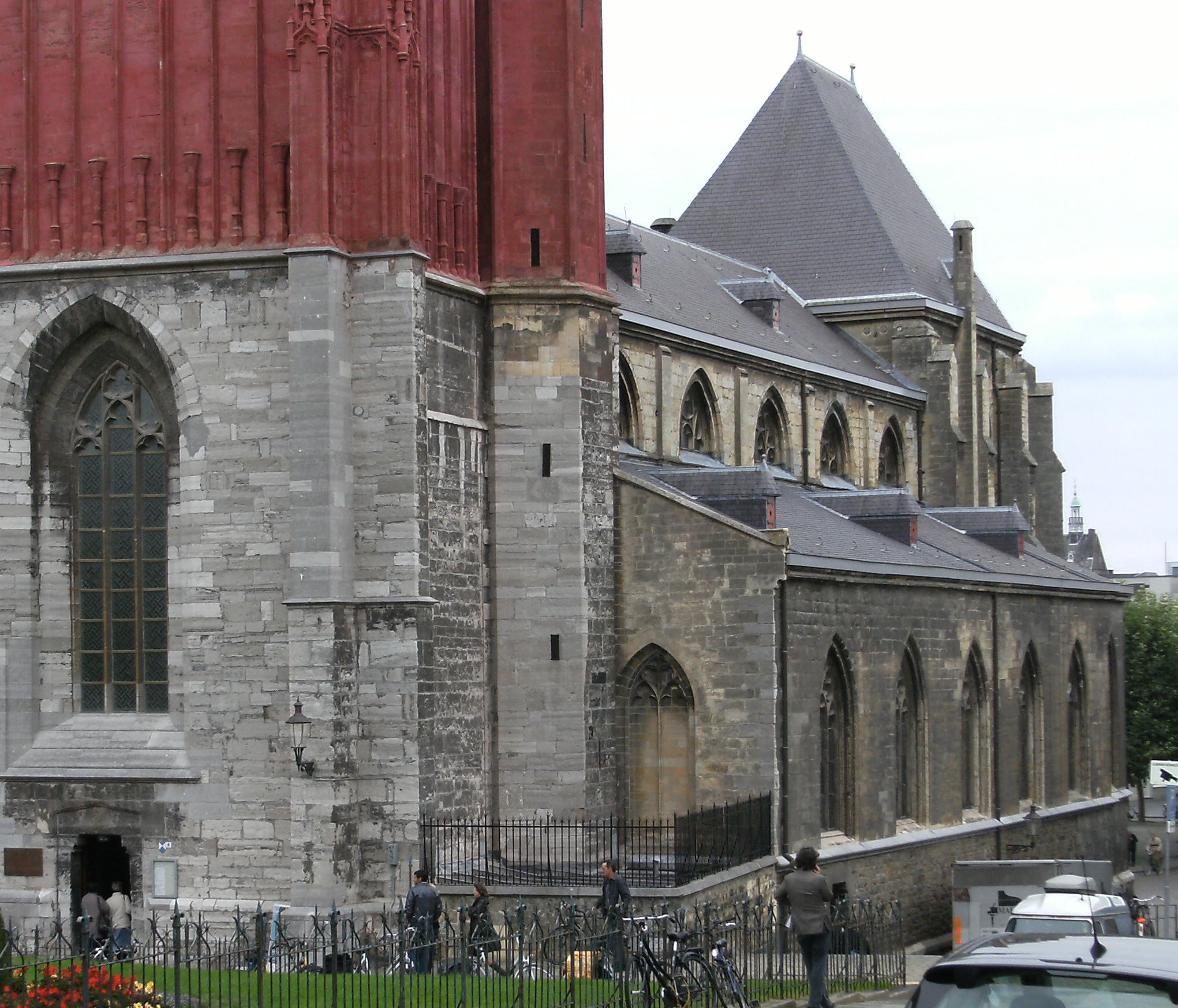
Vista desde el oeste

#### Torre
Una característica de la iglesia es la torre pintada de rojo de 79 metros de altura, cuya estructura muestra influencias de la torre de la Dom de Utrecht. La estructura data de principios del siglo XIV; el resto de la torre, incluida la esbelta linterna octogonal, de mediados del siglo XV. La corona de marga y la aguja datan de la época de las restauraciones de Cuypers (1877). En la torre hay un campanario de madera del siglo XV con una campana de 1687, realizada por Johannes y Josephus Plumere de Huy. Una pequeña campana, la llamada campana de la puerta, se tocaba diariamente para abrir y cerrar las puertas de la ciudad, pero fue robada por los ocupantes alemanes en 1943. En 1997 se equipó la torre de la iglesia con un nuevo reloj. La veleta fue diseñada en 1984 por Frans Gast.

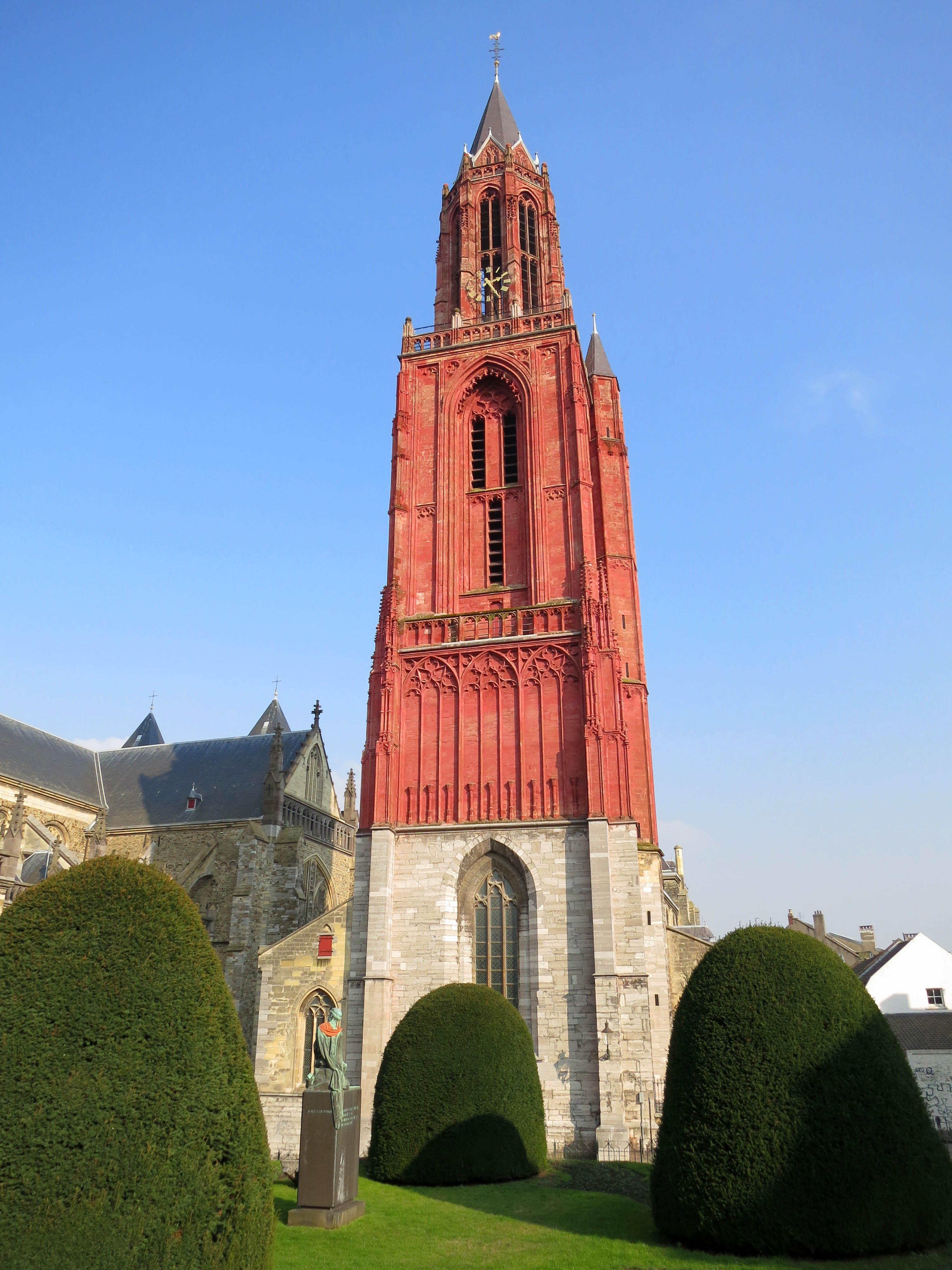
Torre vista desde el oeste
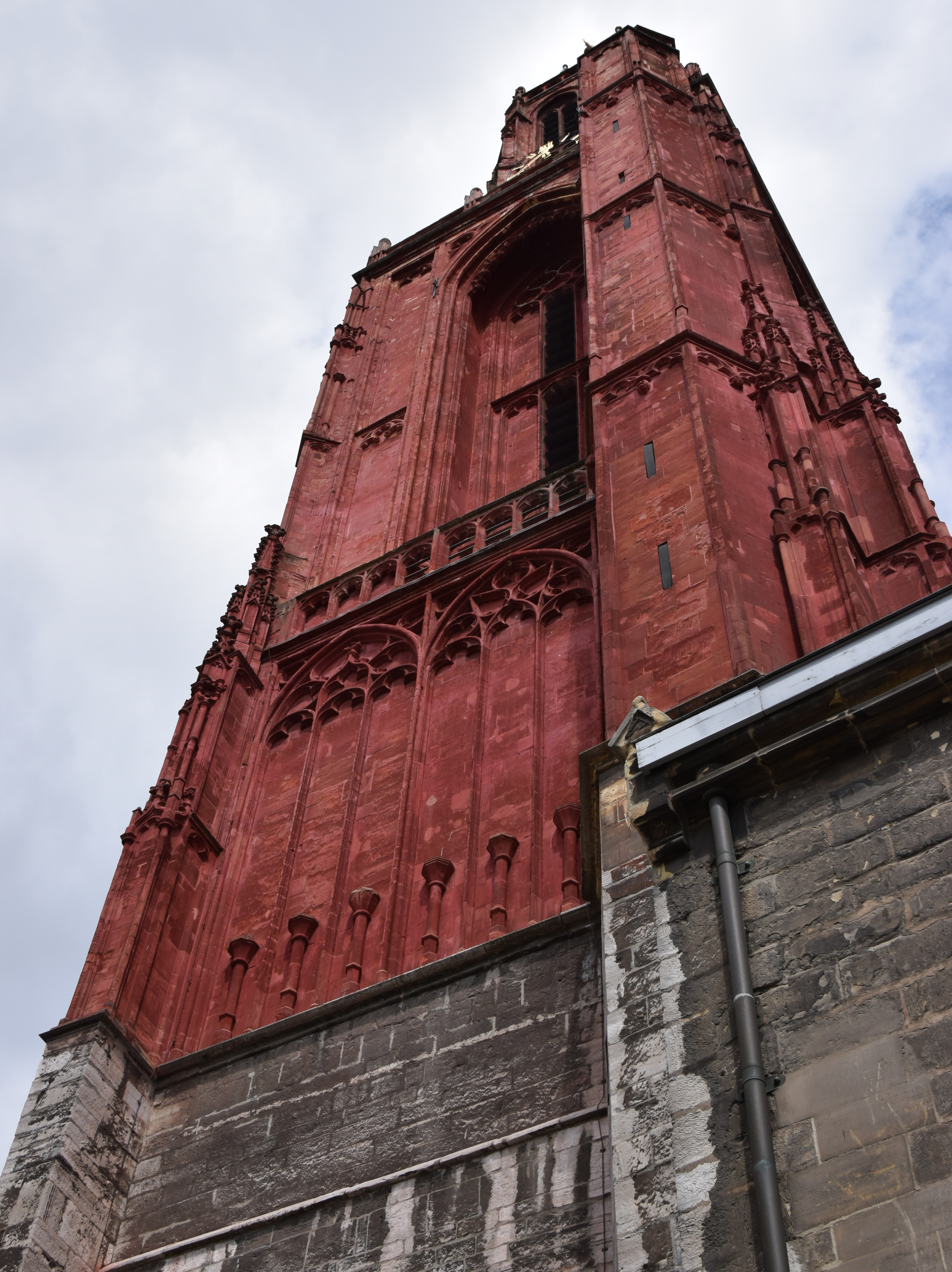
La torre desde el sur
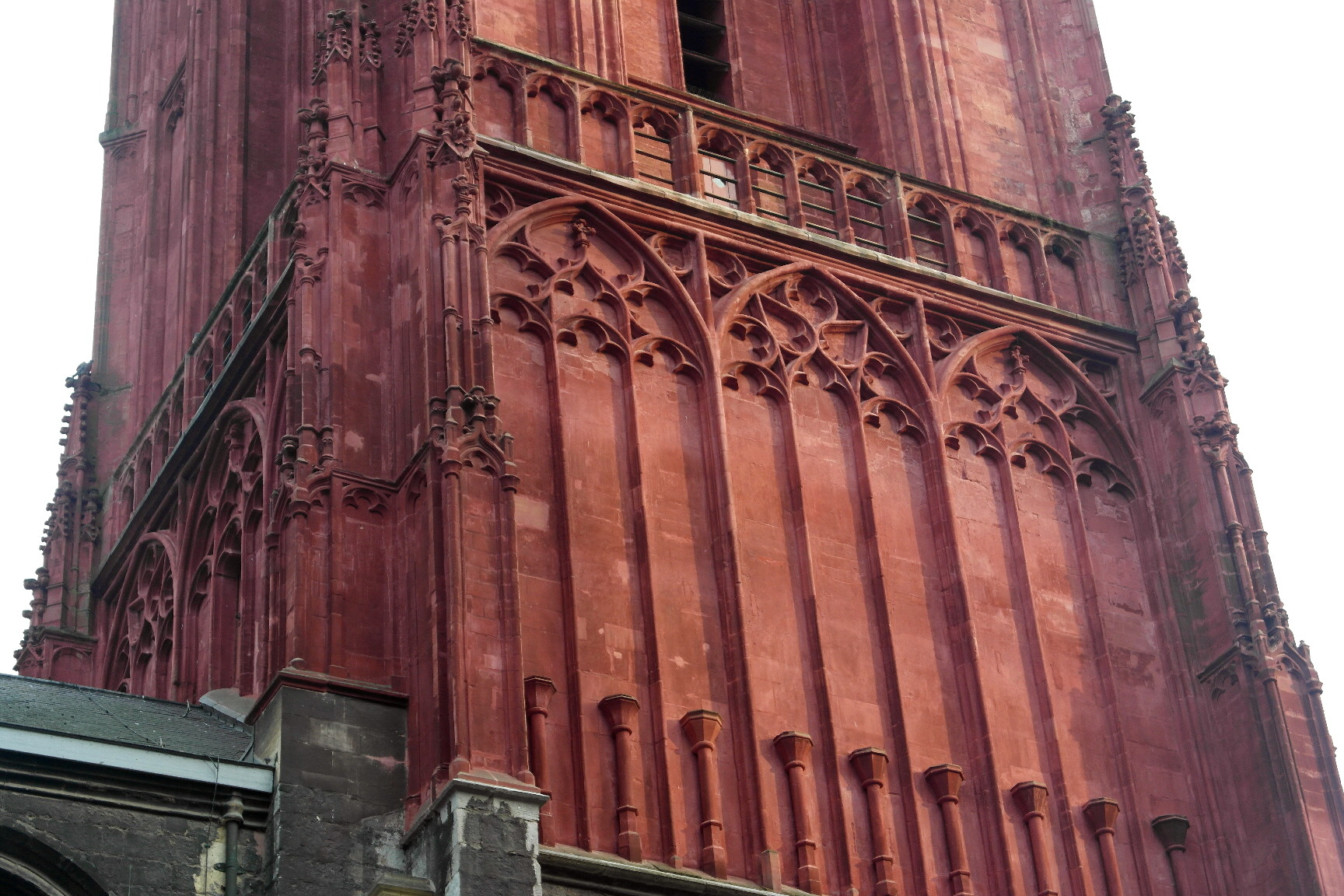
Detalle de paramento ciego
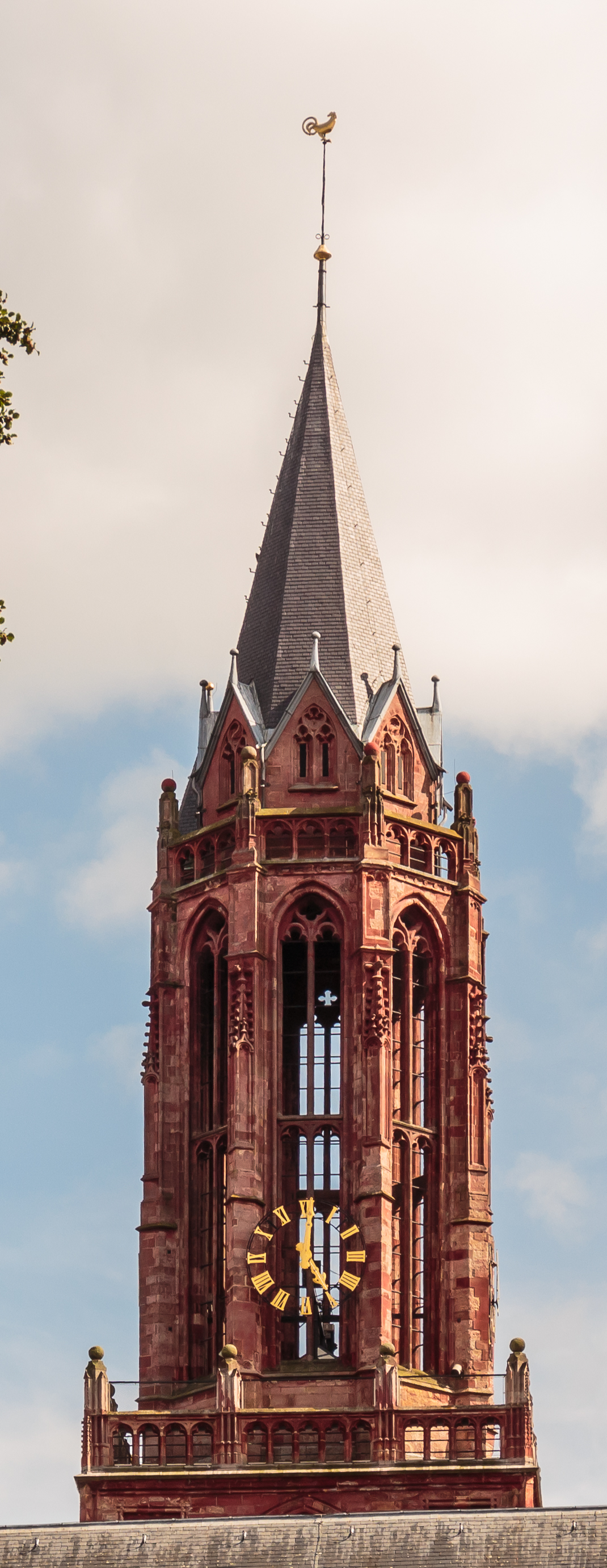
Detalle de linterna y chapitel

### Interior

#### Arquitectura, escultura y pintura

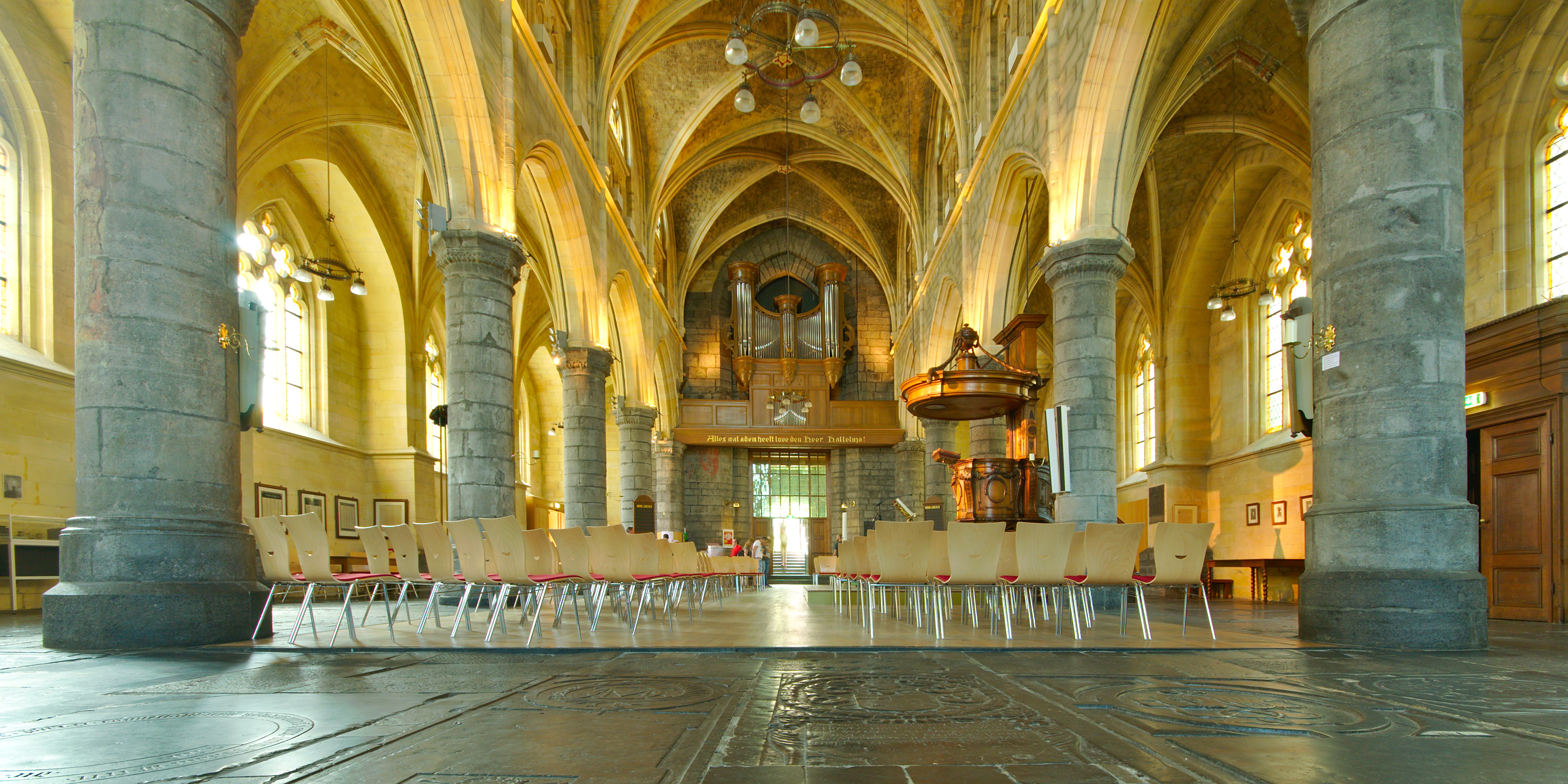
Interior mirando a la entrada

El interior está cubierto por bóveda de crucería. Las ocho columnas redondas de piedra azul tienen capiteles con un motivo de hoja estilizada. Llaman la atención los canecillos policromados con imágenes de los doce apóstoles, obispos y ángeles. Varios murales, que surgieron bajo la cal a principios del siglo XX, recuerdan el pasado católico de la iglesia, incluido un Cordero de Dios con una cruz en el coro y una representación de Cristo como Salvator Mundi en una columna. Además, la iglesia contiene varias tumbas esculpidas en mármol blanco y negro y aproximadamente 90 lápidas de piedra dura, la más antigua de las cuales data de 1354.

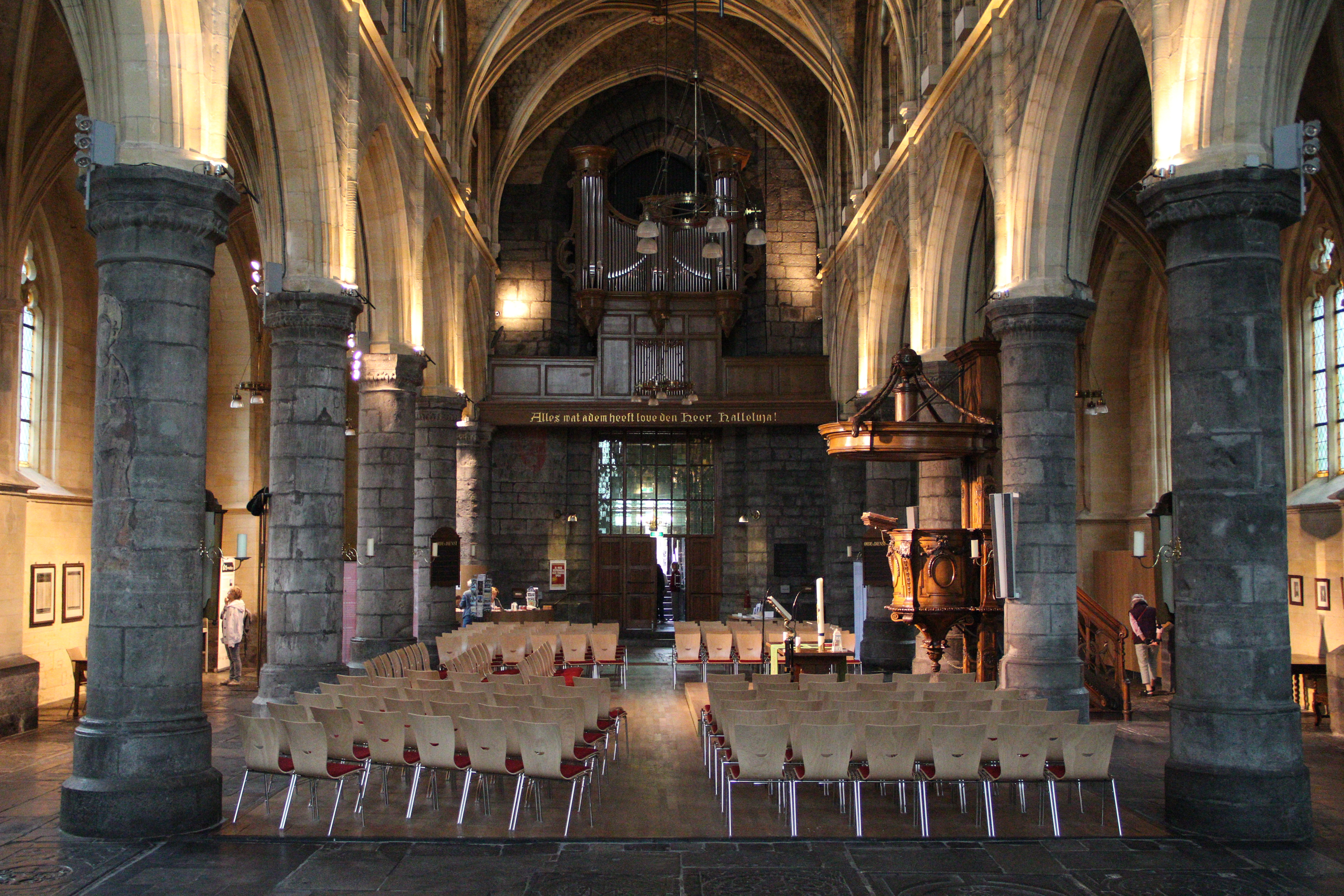
Interior mirando al oeste
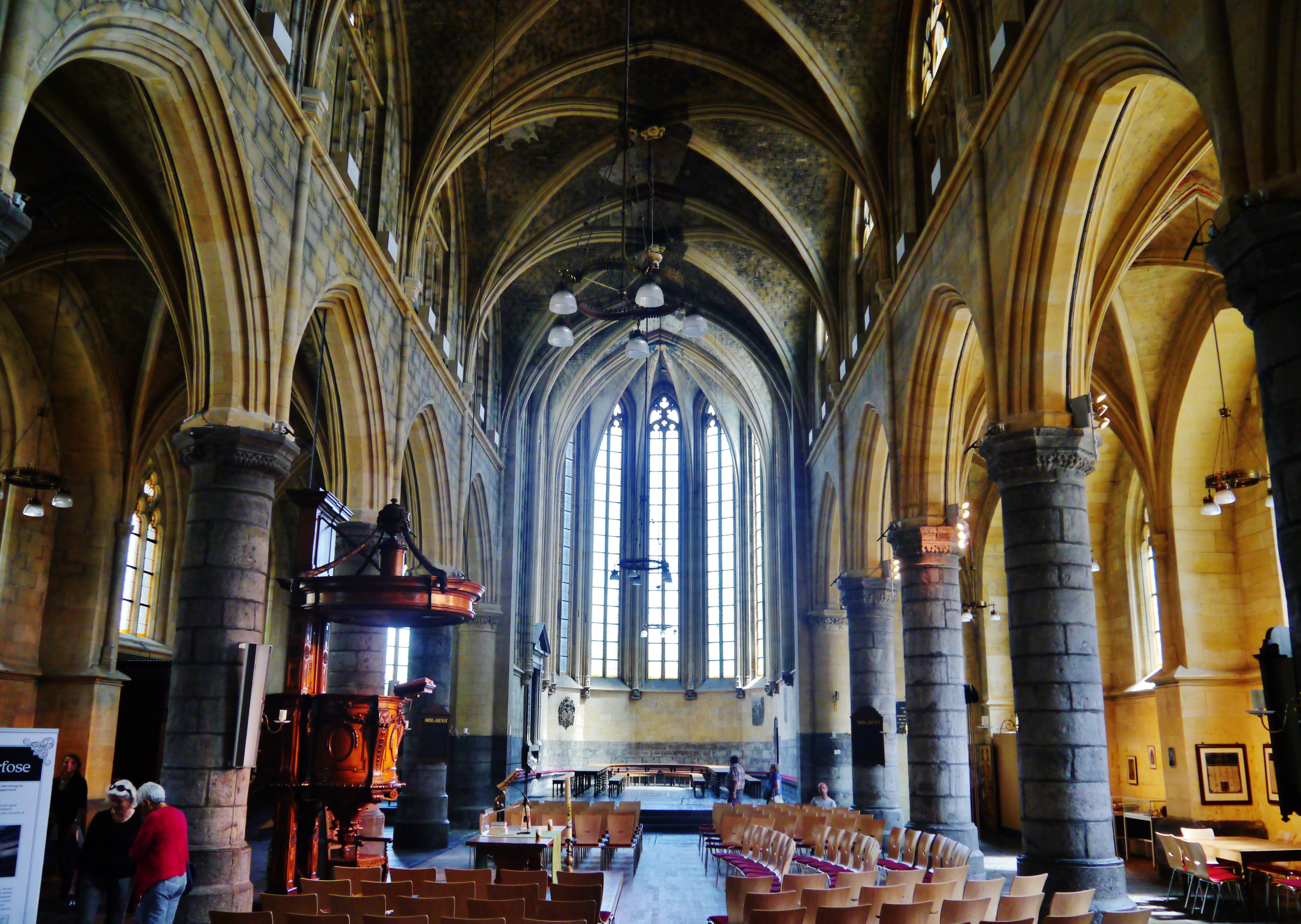
Interior mirando al ábside
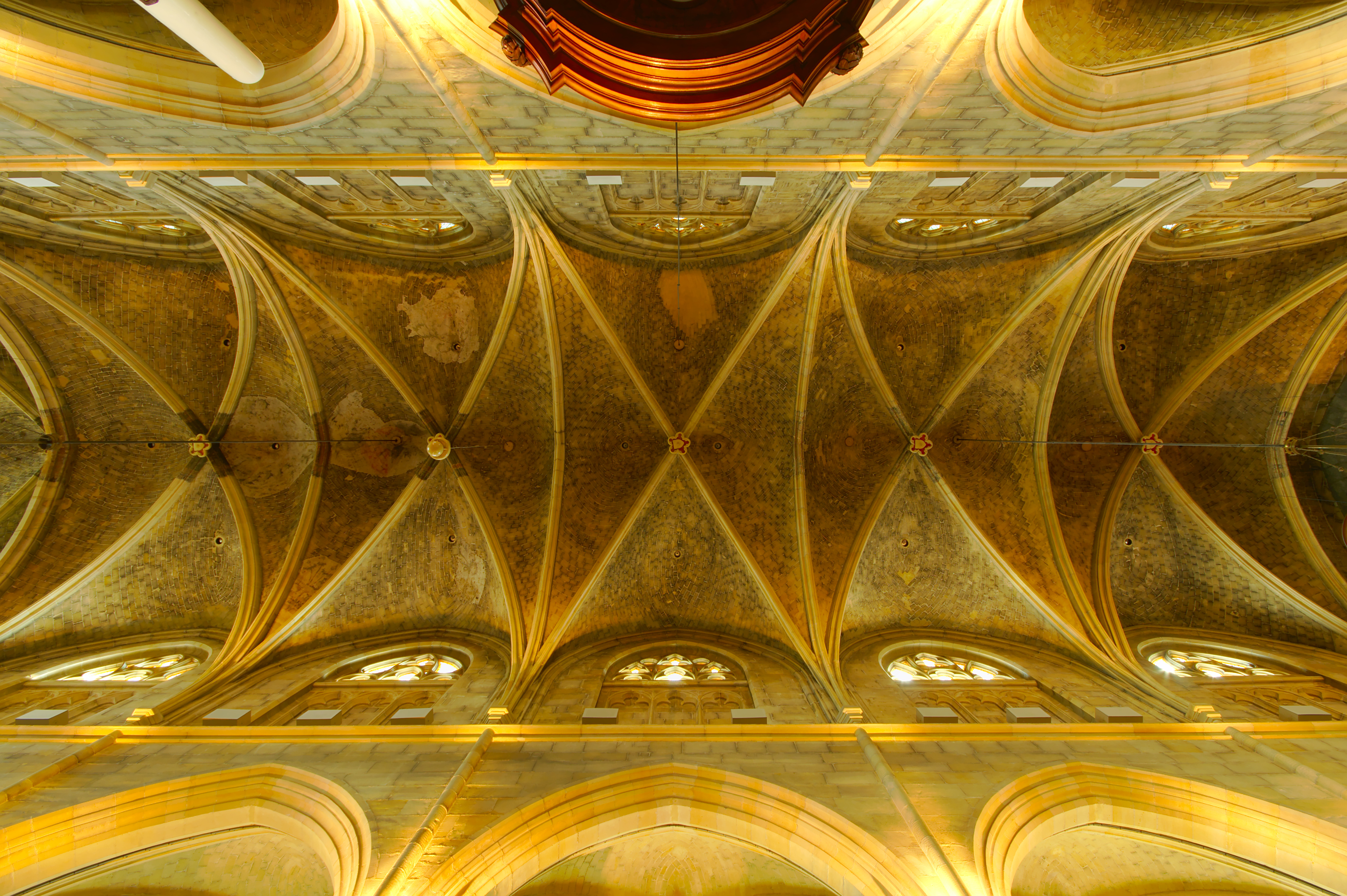
Bóveda de crucería de la nave central
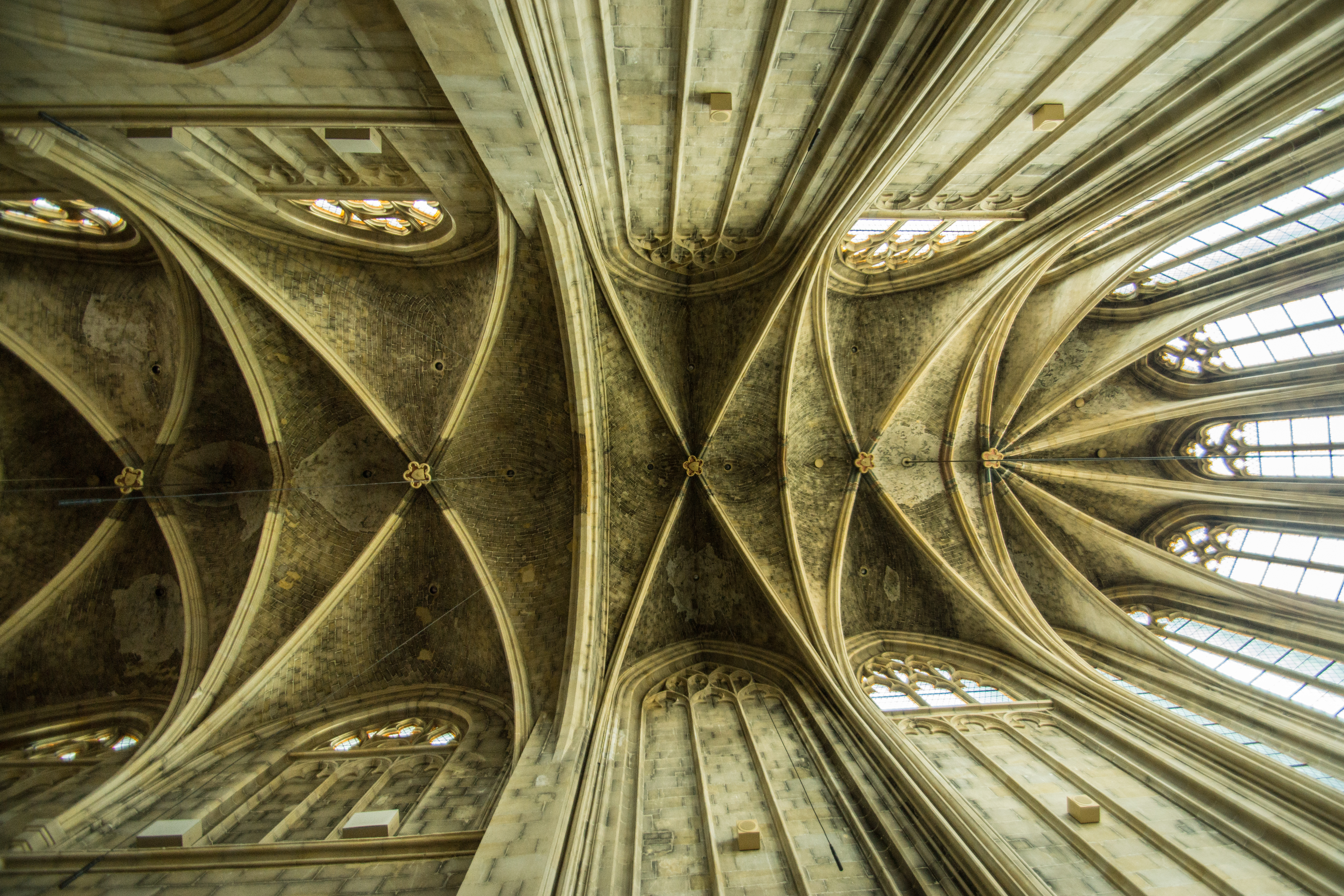
Bóveda de crucería del coro
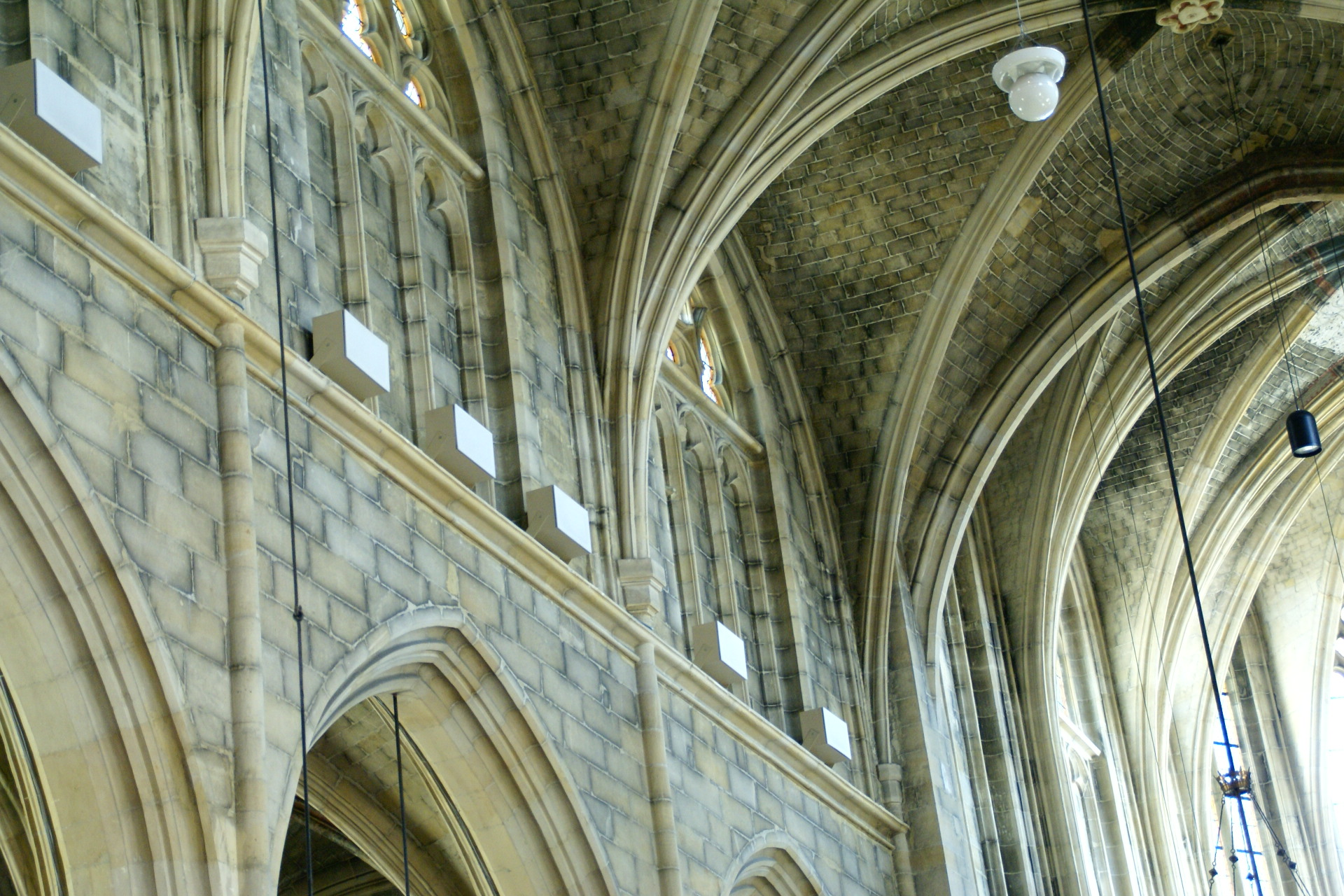
Detalle del alzado de la nave
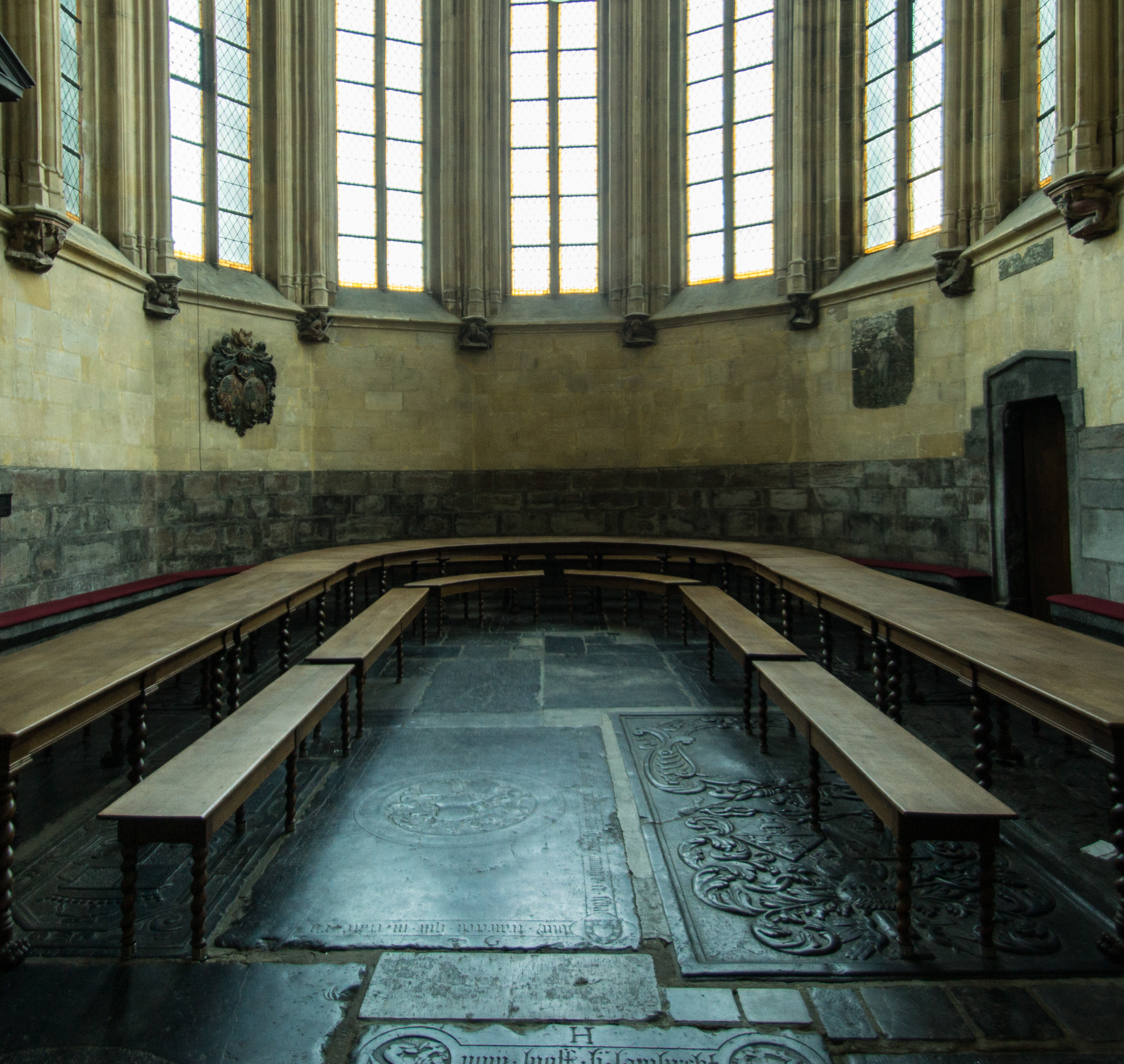
Coro con asientos y lápidas
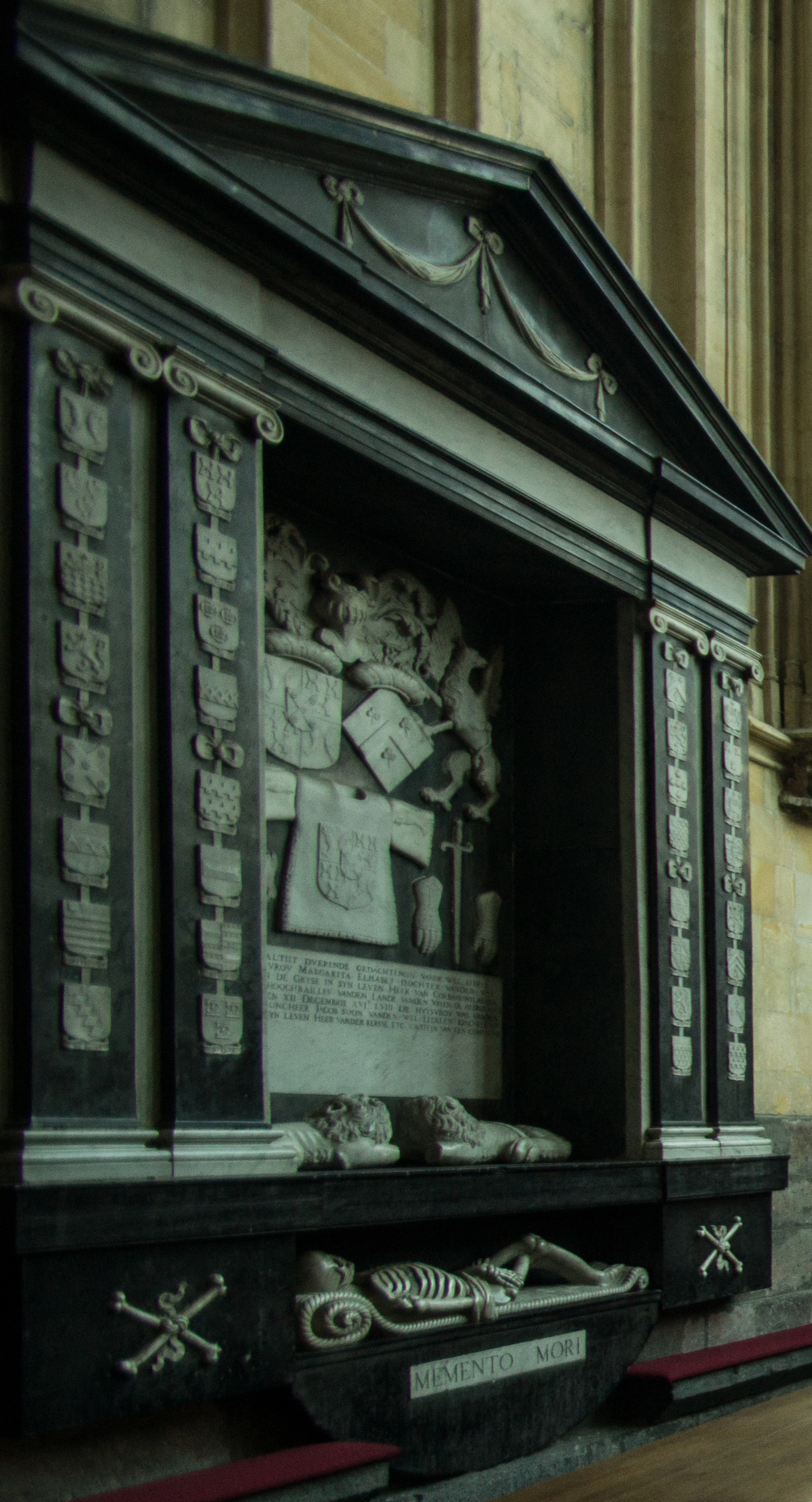
Monumento funerario de Margarita Cabeliaeu

#### Mobiliario de iglesia
El mobiliario incluye un atril de cobre del siglo XVII, un púlpito de estilo Luis XVI de 1779, varias sillas del siglo XVIII (en la sala de la torre) y un armario (en la sala del consistorio) en estilo de mobiliario de Lieja-Aquisgrán y un púlpito del siglo XIX. La pila bautismal es de mármol del siglo XIX.

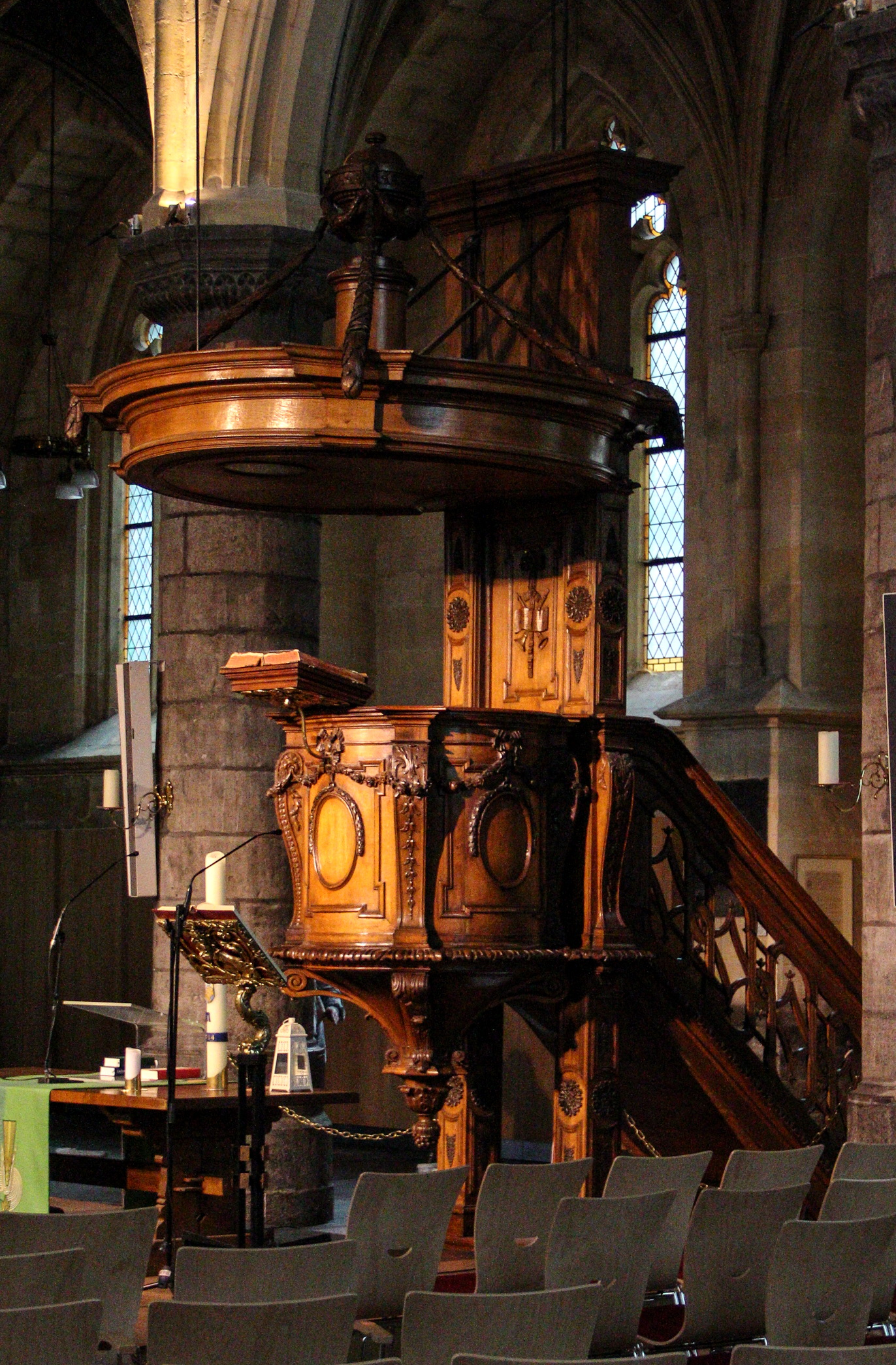
Púlpito barroco
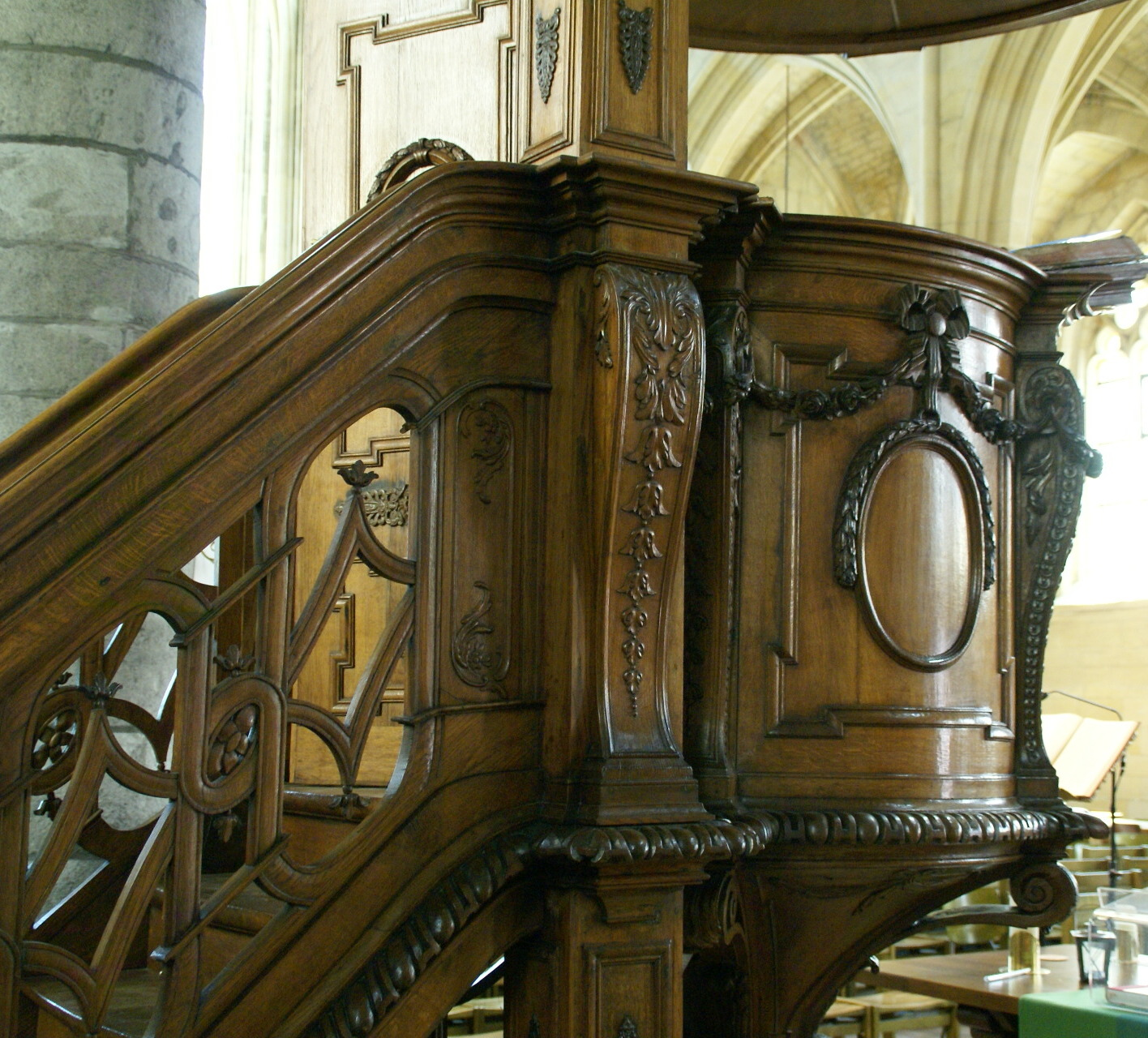
Detalle del púlpito
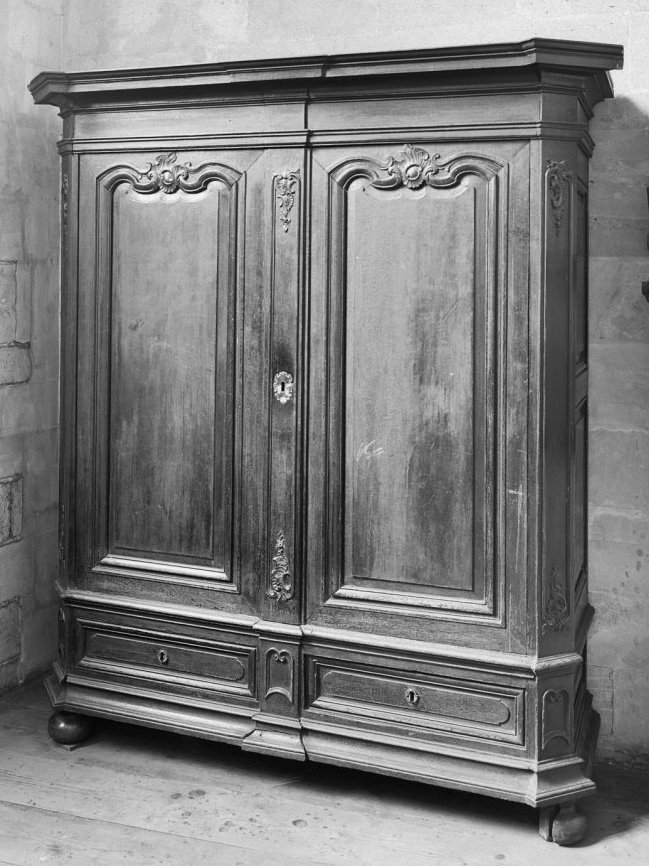
Armario
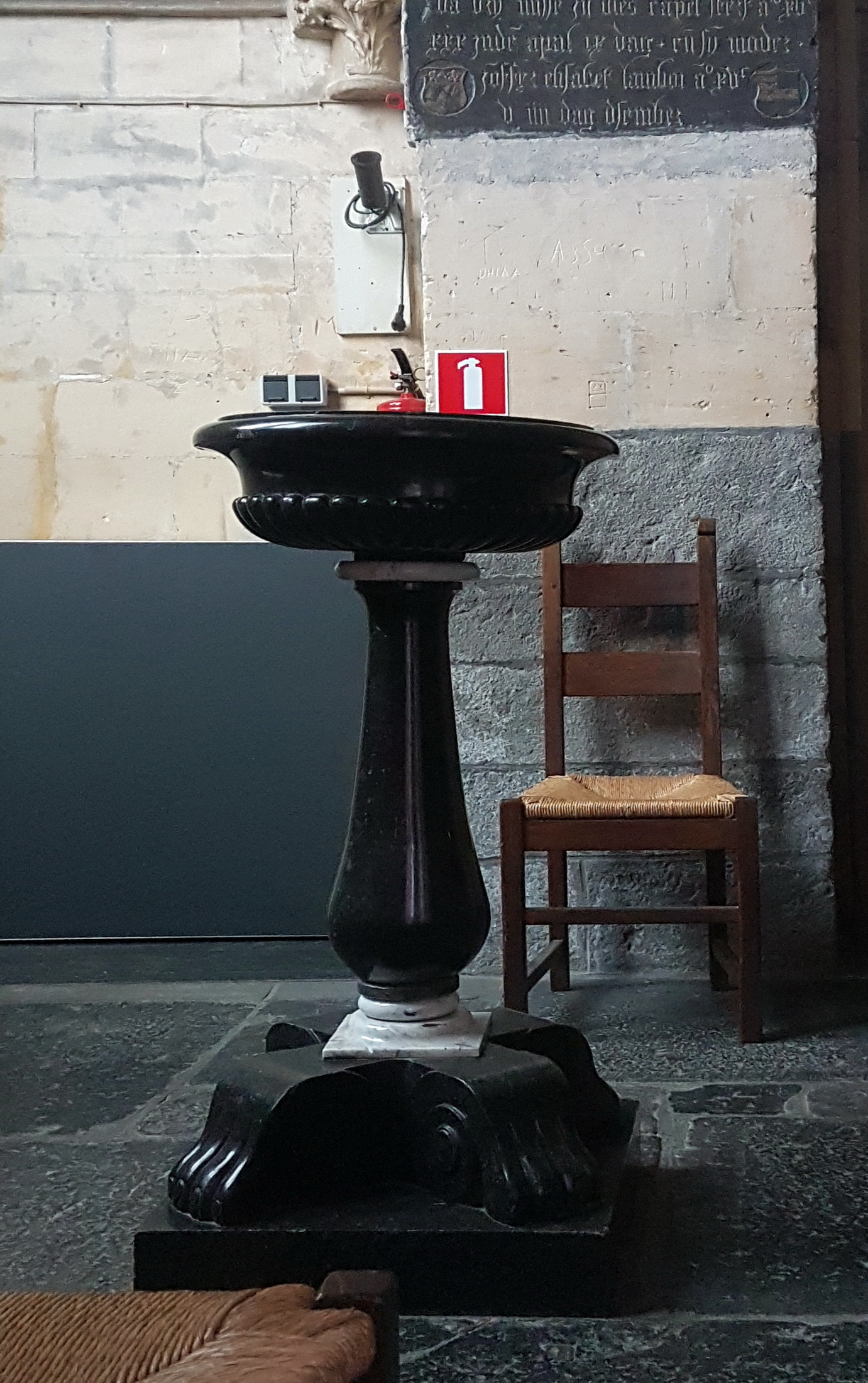
Pila bautismal

#### Órgano

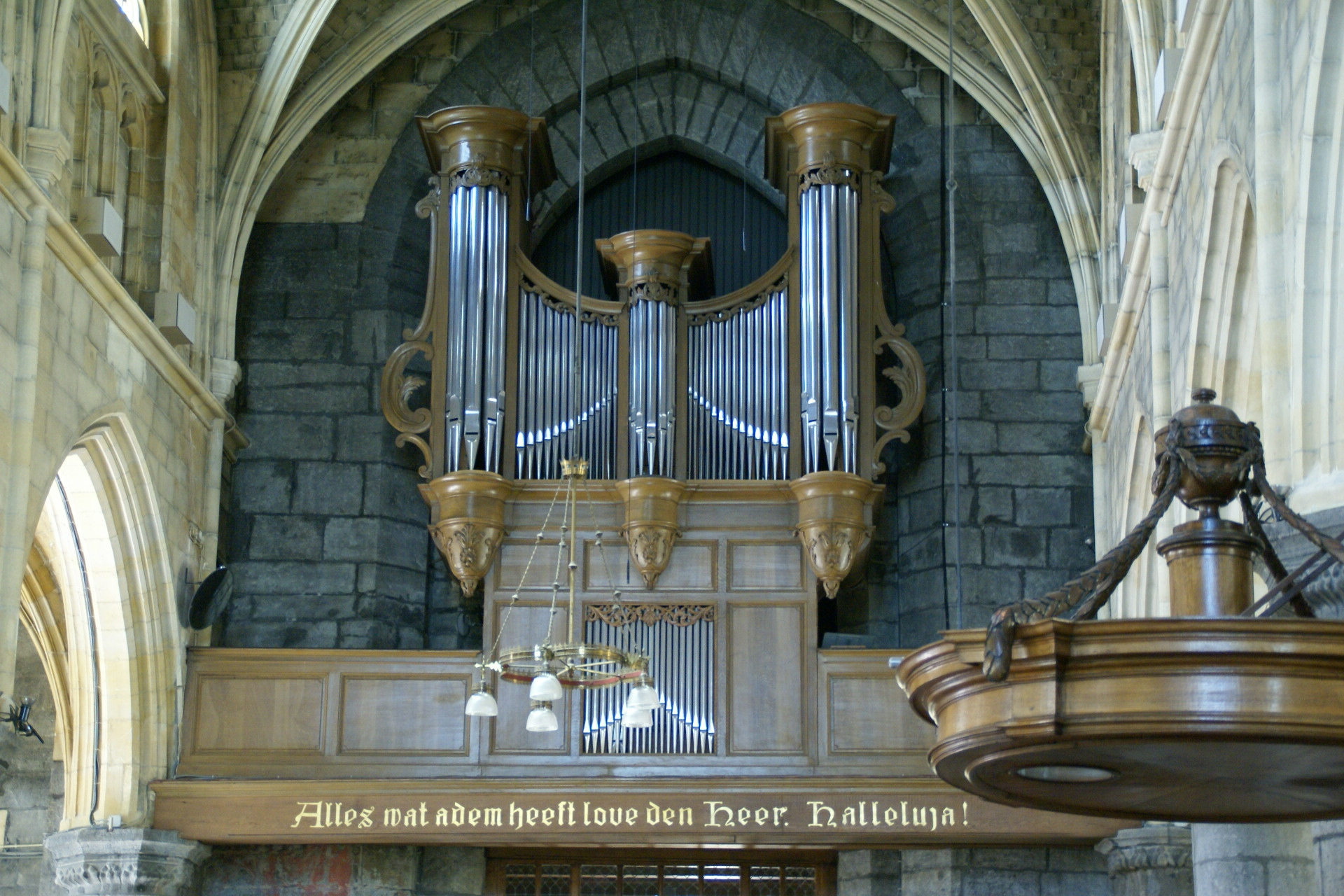
Tribuna del órgano con el órgano Verschueren

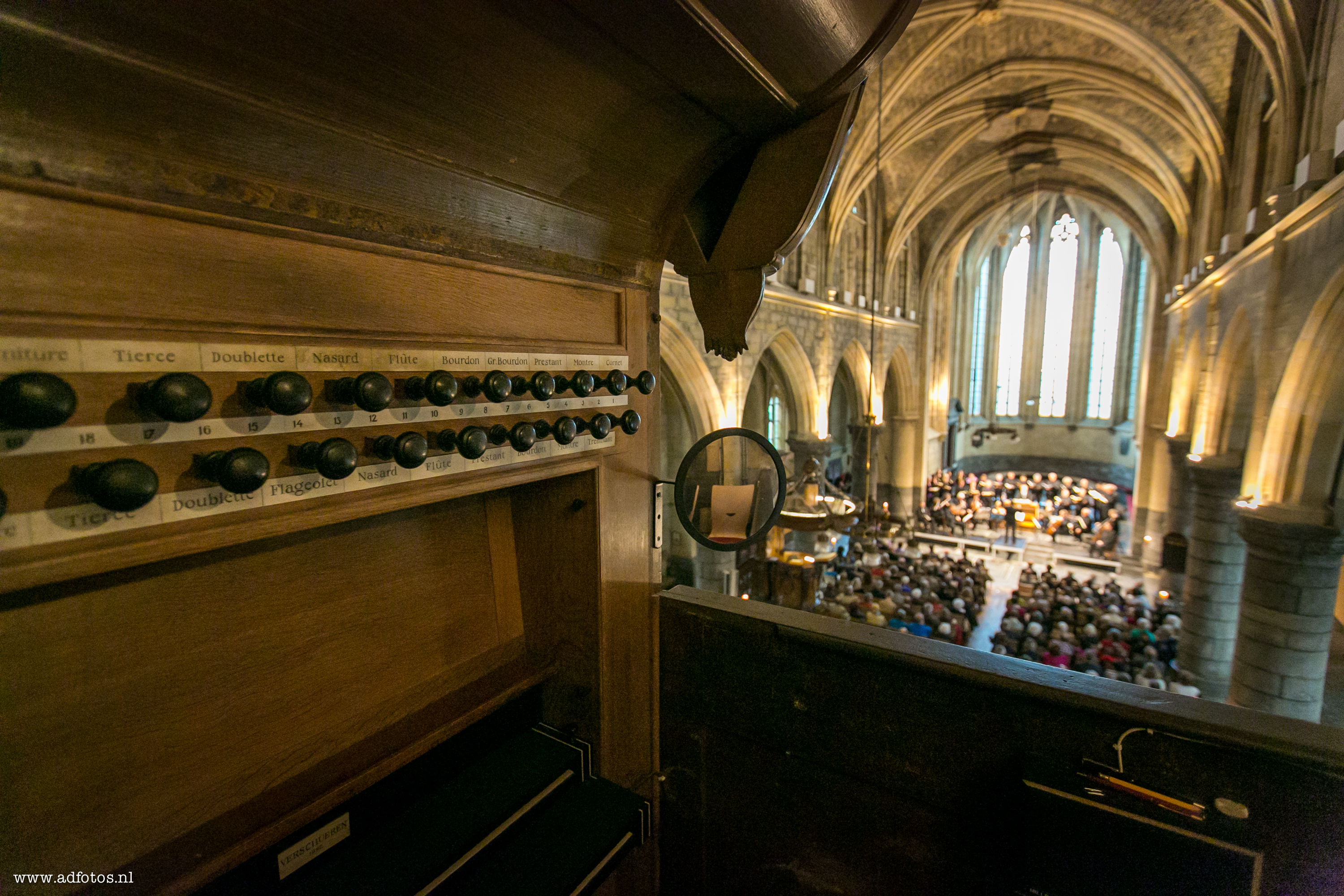
El órgano durante un concierto

La iglesia de San Juan ha tenido varios órganos a lo largo de los años. El órgano actual fue construido en 1992 por la empresa Verschueren utilizando la caja del órgano de 1780. La disposición es la siguiente:
| I Gran Órgano C– |       |  |
| Gran Bourdon     | 16′   |  |
| Montre           | 8′    |  |
| Bourdon          | 8′    |  |
| Prestant         | 4′    |  |
| Flauta           | 4′    |  |
| Nasard           | 2/3′  |  |
| Doblete          | 2′    |  |
| Tierce           | 13/5′ |  |
| Fourniture       | IV    |  |
| Corneta          | IV    |  |
| Trompeta         | 8′    |  |
| Clairon          | 4′    |  |

| II Positivo C– |       |  |
| Montre         | 8′    |  |
| Bourdon        | 8′    |  |
| Prestant       | 4′    |  |
| Flauta         | 4′    |  |
| Nasard         | 2/3′  |  |
| Doblete        | 2′    |  |
| Flageolet      | 2′    |  |
| Tierce         | 13/5′ |  |
| Fourniture     | III   |  |
| Cromorne       | 8′    |  |

| Pedal C– |     |
| Soubasse | 16′ |
| Flauta   | 8′  |
| Bombarda | 16′ |